# Arculfo
Arculfo (siglo VII) fue un obispo franco que recorrió el Levante alrededor del año 680. Beda afirmó que era un obispo (Galliarum Episcopus). Según la Historia eclesiástica del pueblo inglés de Beda (V, 15), Arculfo naufragó en la costa de Iona, Escocia, al regresar de una peregrinación a Tierra Santa. Fue recibido hospitalariamente por Adomnán, abad del monasterio de la isla desde 679 hasta 704, a quien relató detalladamente sus viajes. Adomnán, con la ayuda de otras fuentes, pudo producir De Locis Sanctis ("Sobre los lugares sagrados"), una obra descriptiva en tres libros que tratan sobre Jerusalén, Belén y otros lugares de Palestina, y brevemente sobre Alejandría y Constantinopla.